# 身体論
身体論（しんたいろん）とは、身体はわれわれ人間にとっていかなる意味や価値を持つかという問題。
「身体」という我々にとってあまりに身近なものが、学問(主に哲学などの分野)で大きく問題にされるようになったのは、二十世紀になってからのことである。それまで「身体」は「精神」の隷属物と見なされ、「精神」に比べて、不当といえるほど低く位置づけられていた。

## 身体論を巡る議論
物心二元論
「身体」をこのように低く位置づけるきっかけになったのは、十七世紀のフランスの哲学者デカルトが掲げた「物心二元論」であった。当時、哲学の体系を砂上の楼閣にしたくないと考えていたデカルトは、あらゆるものを疑うことを始めた。そして、あらゆるものを疑っている「私」だけはたしかに存在するということに気がついた(「我思う、ゆえに我あり」)。疑っている(考えている)「私」という存在と、その「私」が感覚でとらえる「私」以外の存在とのリアルさの違いから、デカルトは、世界が「精神」と「物質」に分けられると考えた。そして、空間に場所をとらない「精神」に対して、「身体」は、空間に場所をとるというその特質から、「物質」と位置づけられた。さらに、デカルトは「精神」を、人間だけがもつものとして、「物質」より高く位置づけたので、当然の結果として「身体」は、「精神」より低く位置づけられることになった。
それでも、デカルトは、「精神」と「身体」の相互作用を無視できず、脳のなかにある松果腺で両者が結びつくとして、その二元論色を弱めたが、この二元論から出発したともいえる「近代科学」は、自然研究の驚異的な成果に目を奪われ、本来「主体」として中心に論じられるべき「精神」を次第に棚上げしていき、「身体」と切り離された「物質」ばかりに目を向けるようになった。また、近代哲学は、「精神」より低く位置づけられた「身体」を大きな問題として取り上げなかった。
「身体」は「物質」のひとつであるという考え方は十八世紀に入ってますます強まり、ド・ラ・メトリの「人間機械論」のように、人間の「身体」を複雑で精巧な自動機械のように見なす考え方まで登場する。人間の手が外化したものが道具であり、足が外化したものが車輪であるという、人間の「身体」が外化したものを「技術」と捉える(今では批判にさらされている)考え方も、こうした流れの中で出てきたものである。また、近代科学に基づく近代医学の分野では、病気を、あるいは身体組織のトラブルと考え、治療とは手術や薬物の投与によって、そのトラブルを取り除くことであると考えるようになった。これも、人間の「身体」をさまざまな身体組織で組み立てられた機械のようにみなす考え方であるといえる。近代医学は、身体の生理的組織や機能を心と切り離して研究する方向で進んでいくことになる。
心身相関
こうした近代医学に、やがて「心身の相関性」について研究する心身医学が登場する。そのきっかけを作ったのは、精神分析学を確立した、オーストリアの精神科医フロイトだった。「意識」による「無意識」の理解を目指していたフロイトは、神経症やヒステリーが「無意識」のコンプレックスと関係して発症することを発見した。このことは、身体的症状が心の状態と関係していることを示しており、「心身の相関性」の存在を明らかにしたといえる。神経症や心身症、自律神経失調症のような「心身の相関性」が強いといわれる病気は、近年ますます増加している。また、人間の心を置き去りにした薬物投与が、多くの薬害を生むようになった。
一方で、環境問題の深刻化は、近代科学やそのもととなった自然(＝物質)と人間(＝精神)を切り離して考える「二元論」に対してその見直しを迫ることになった。こうした動きから、「身体」を単なる「物質」とみなす従来の「身体観」に対する不信感が高まり、哲学を中心に、新しい「身体観」を模索する動きが活発になる。はじめに立てられたのは、「身体」は本当に「物質」かという問いであった。
間身体性
他人と違う自己が存在するという近代的自我の立場を出発点としただけの知性では、自己と他者のつながる世界の問題に対処できない。そこで世界は客観性をもって存在するのではなく、それぞれの主体性が絡み合って自分と他人の間の共同世界として成立するのだという考え方が登場した。このような事態を「間主観性(＝共同主観性)」と言う。間主観性とは、フッサールの用語で、相互主観性あるいは共同主観性ともいわれる。純粋意識の内在的領域に還元する自我論的な「現象学的還元」に対して、他の主観、他人の自我の成立を明らかにするものが間主観的還元であるが，それは自我の所属圏における他者の身体の現出を介して自我が転移・移入されることによって行われる。
そしてさらに母子一体感や没我的抱擁にも見られるように、自己と他者は畢竟「身体」によって根源的に結びついているのだから、根源的な間主観性とは、「間身体性」にほかならないという考え方も生まれた。メルロー＝ポンティは、他人の存在の問題、他人経験の問題(すなわち間主観性の問題)を、ワロンの発達心理学や、ラカンの鏡像段階の理論を手掛かりにとらえ直し、この問題を、いかにして自己が他人を他人として認め、関係を取り結ぶようになるかという形ではなく、いかにして自己が他人と区別される自己として意識されるに至るかという形で立てることにより、新たな解決を与えようとした。
暗黙知
暗黙知とは、主観的で言語化することができない知識。言語化して説明可能な知識（形式知）に対し、言語化できない、または、たとえ言語化しても肝要なことを伝えようがない知識のこと。ハンガリーの哲学者マイケル・ポランニーの提唱した概念。具体的には自転車の乗り方や知人の顔の区別などがある。いずれも自転車を乗りこなすことや顔を区別することは可能であるにもかかわらず、どのように自転車を操作するのか、どのように他の顔と区別するのかを明示的に言葉で語ることはできない。そこでポランニーは「自転車に乗れること」や「顔を区別できること」を「知っていること」と見なし、その意識下の認識を暗黙知と呼び、形式知の背後に存在する知識と位置づけた。

## 著名人の解釈
市川浩（哲学者、身体論者）
傾いている家の前に立つと、頭では分かっているのに、「身体」の平衡感覚がおかしくなって、地面の側が坂になっているように感じてしまうことがある。こうしたことなどから、「身体」は、単に、皮膚の内側に閉じ込められた「物質」としての「肉(み)」ではなく、皮膚の外まで拡がり、世界の事物と交わるものであると哲学者・市川浩は考えた。「物心二元論」に基づく考え方を嫌った市川は、「身体」の代わりに「身(み)」という言葉を用いている。「身」は、皮膚の下の「肉」という客体的な「身体」と、「身体」を原点として意味づけされた空間の中で、世界の事物と交わりながら社会的に生きている主体のありかとしての「身体」とをうまく統合的に表す概念として使われ、こうした市川の考えは、1970年代以降の身体論に、大きな影響を与えた。
鷲田清一（哲学者）
「身体」を「からだ」と読む(捉える)鷲田清一は、「身体」は自分がどのように経験するかという視点から見たとき、「身体」は、「像(イメージ)」でしかありえないと指摘している。「身体」のなかで自分がじかに見たり触れたりして確認できるのは、手や足といったつねにその断片でしかなく、胃のような「身体」の内部はもちろんのこと、背中や後頭部さえじかに見ることはできない。そして自分の感情が露出してしまう顔もじかにみることはできない。「身体」を知覚するための情報は実に乏しく、自分の「身体」の全体像は、離れてみればこう見えるだろうという想像に頼るしかない。つまり、自分の「身体」は、「像(イメージ)」でしかありえないことになる。
小池昌代（詩人、小説家）
小池昌代によれば、ひとの背中は、そのひとの無意識があふれているように感じられる場所であり、誰かの後ろ姿を見るときには、見てはならないものをみたような後ろめたい感じを覚えるものだ。背中にの周りに広がっているのが「背後」と呼ばれる空間であるが、「背後」は、まるで彼岸のように、こちら側と触れ合わないもうひとつの世界といえる。自分の背後を思うことは、自分の無意識を探るような行為だが、詩を書くこともまた、自分の無意識を探求するような行為といえる。
上野千鶴子（フェミニスト、社会学者）
上野千鶴子によると、女性は男性から評価される対象として自己身体を経験している。ダイエットは実は他者の欲望する視線を内面化し、そこに向けて自分をコントロールする「他者の欲望の欲望」である。近年男性も他者の視線を意識した身体の客体化が見られる。自己の身体の価値を他者に依存せず充足できれば身体のユートピアといえようが、それすら市場的に評価される。結局、社会的な記号性を欠いた身体など存在せず、身体は他者なのである。
尼ヶ崎彬（美学者）
尼ヶ崎彬によれば、日常生活において人間の身体は自然的・文化的な秩序に従って自動的に動いている。それに対して、舞踊の身体はこの日常の秩序を逸脱し、別の原理によって秩序化されている。そのためには身体の動きを意識的にコントロールする必要がある。その身体の動きには筋肉や体勢などの内面的なものと、想定された他者の目から見た身体という外面的なものがある。身体を時間的分節と体勢の型という二つ外面の秩序に従わせ、その動きが踊る主体の内面の自律的な秩序から生まれたように見えるときに、舞踊の身体が現れる。そして、内面の身体を意識しなくとも身体が自動的に秩序を具現するようになったとき、舞踊の身体は完成する。練達の舞踊家は、さらにその秩序を逸脱していくことで新しい型を創造していくのである。